# Verwood
Verwood är en stad och civil parish i grevskapet Dorset i England, Storbritannien. Staden ligger 24 km norr om Bournemouth och 31 km norr om Poole.

## Vänorter
- Champtoceaux, Frankrike
- Liederbach am Taunus, Tyskland